# Бресница (Босилеград)
Бресница (буг. Брестница) је насеље у Србији у општини Босилеград у Пчињском округу. Према попису из 2022. било је 29 становника.
Овде се налази Манастир Светог пророка Илије у Бресници.

## Демографија
У насељу Бресница живи 68 пунолетних становника, а просечна старост становништва износи 55,4 година (56,4 код мушкараца и 54,6 код жена). У насељу има 35 домаћинстава, а просечан број чланова по домаћинству је 2,20.
Ово насеље је углавном насељено Бугарима (према попису из 2002. године).
|  |

| Демографија | Демографија | Демографија |
| Година      | Становника  | Становника  |
| ----------- | ----------- | ----------- |
| 1948.       | 401         |             |
| 1953.       | 429         |             |
| 1961.       | 376         |             |
| 1971.       | 296         |             |
| 1981.       | 177         |             |
| 1991.       | 131         | 131         |
| 2002.       | 77          | 77          |
| 2011.       | 45          |             |
| 2022.       | 29          |             |

| Година пописа     | 1948. | 1953. | 1961. | 1971. | 1981. | 1991. | 2002. |
| ----------------- | ----- | ----- | ----- | ----- | ----- | ----- | ----- |
| Број домаћинстава | 87    | 96    | 106   | 93    | 71    | 60    | 35    |

| Број чланова      | 1  | 2  | 3 | 4 | 5 | 6 | 7 | 8 | 9 | 10 и више | Просек |
| ----------------- | -- | -- | - | - | - | - | - | - | - | --------- | ------ |
| Број домаћинстава | 10 | 16 | 5 | 2 | 0 | 2 | 0 | 0 | 0 | 0         | 2,20   |

| Пол    | Укупно | Неожењен/Неудата | Ожењен/Удата | Удовац/Удовица | Разведен/Разведена | Непознато |
| ------ | ------ | ---------------- | ------------ | -------------- | ------------------ | --------- |
| Мушки  | 33     | 5                | 24           | 4              | 0                  | 0         |
| Женски | 36     | 2                | 23           | 11             | 0                  | 0         |
| УКУПНО | 69     | 7                | 47           | 15             | 0                  | 0         |

| Пол    | Укупно                    | Пољопривреда, лов и шумарство | Рибарство                            | Вађење руде и камена | Прерађивачка индустрија       |
| ------ | ------------------------- | ----------------------------- | ------------------------------------ | -------------------- | ----------------------------- |
| Мушки  | 19                        | 10                            | 0                                    | 1                    | 2                             |
| Женски | 7                         | 5                             | 0                                    | 0                    | 1                             |
| УКУПНО | 26                        | 15                            | 0                                    | 1                    | 3                             |
| Пол    | Производња и снабдевање   | Грађевинарство                | Трговина                             | Хотели и ресторани   | Саобраћај, складиштење и везе |
| Мушки  | 0                         | 2                             | 0                                    | 1                    | 0                             |
| Женски | 0                         | 0                             | 0                                    | 0                    | 0                             |
| УКУПНО | 0                         | 2                             | 0                                    | 1                    | 0                             |
| Пол    | Финансијско посредовање   | Некретнине                    | Државна управа и одбрана             | Образовање           | Здравствени и социјални рад   |
| Мушки  | 0                         | 0                             | 1                                    | 2                    | 0                             |
| Женски | 0                         | 0                             | 1                                    | 0                    | 0                             |
| УКУПНО | 0                         | 0                             | 2                                    | 2                    | 0                             |
| Пол    | Остале услужне активности | Приватна домаћинства          | Екстериторијалне организације и тела | Непознато            | Непознато                     |
| Мушки  | 0                         | 0                             | 0                                    | 0                    | 0                             |
| Женски | 0                         | 0                             | 0                                    | 0                    | 0                             |
| УКУПНО | 0                         | 0                             | 0                                    | 0                    | 0                             |

| Етнички састав према попису из 2002.‍ | Етнички састав према попису из 2002.‍ | Етнички састав према попису из 2002.‍ | Етнички састав према попису из 2002.‍ | Етнички састав према попису из 2002.‍ |
| ------------------------------------ | ------------------------------------ | ------------------------------------ | ------------------------------------ | ------------------------------------ |
|                                      |                                      |                                      |                                      |                                      |
| Бугари                               | Бугари                               |                                      | 55                                   | 71,42%                               |
| Срби                                 | Срби                                 |                                      | 19                                   | 24,67%                               |
| Црногорци                            | Црногорци                            |                                      | 1                                    | 1,29%                                |

| Етнички састав према попису из 2022.‍ | Етнички састав према попису из 2022.‍ | Етнички састав према попису из 2022.‍ | Етнички састав према попису из 2022.‍ | Етнички састав према попису из 2022.‍ |
| ------------------------------------ | ------------------------------------ | ------------------------------------ | ------------------------------------ | ------------------------------------ |
|                                      |                                      |                                      |                                      |                                      |
| Срби                                 | Срби                                 |                                      | 16                                   | 55,1%                                |
| Бугари                               | Бугари                               |                                      | 8                                    | 27,6%                                |